# Ivan Vidav
Ivan Vidav   (Opicina, 17 de gener de 1918 - Ljubljana, 6 d'octubre de 2015) va ser un matemàtic eslovè.
Tot i haver nascut a tocar de Trieste (avui Italia, però aleshores Imperi Austrohongarès), va créixer a Maribor, al nord de l'actual Eslovènia, on va ser escolaritzat. En acabar els estudis secundaris el 1937, va ingressar a la universitat de Ljubljana, en la qual es va obtenir el doctorat en matemàtiques el 1941 amb una tesi dirigida per Josip Plemelj. El 1943 va començar la docència a la universitat de Ljubljana, que ja no va deixar fins a la seva retirada el 1986, quan va passar a ser professor emèrit.
Vidav va publicar una desena de llibres de text i monografies i un bon nombre d'articles científics. Durant molts anys va ser l'ànima del departament de matemàtiques de la universitat. Entre les seves aportacions més notables es troben el teorema de Palmer-Vidav i les caracteritzacions geomètriques de les C*-àlgebres.